# Tahir Zaman
Tahir Zaman, född den 6 mars 1969 i Gojra, Pakistan, är en pakistansk landhockeyspelare.
Han tog OS-brons i herrarnas landhockeyturnering i samband med de olympiska landhockeytävlingarna 1992 i Barcelona.